# Ada Brown
Ada Scott Brown (Kansas City (Kansas), 1 mei 1890 – aldaar, 13 maart 1950) was een Amerikaanse blueszangeres. Ze is vooral bekend om haar opnamen van Ill Natural Blues, Break o'Day Blues en Evil Mama Blues.

## Biografie
Brown werd geboren en getogen in Kansas City. Haar neef James Scott was een ragtime componist en pianist. Haar vroege carrière bracht ze voornamelijk door op het podium in muziektheater en vaudeville. Ze nam op met Bennie Moten in 1926. De kant Evil Mama Blues is mogelijk de vroegste opname van de jazz van Kansas City. Afgezien van haar tijd bij Moten, heeft ze verschillende tournees gemaakt naast bandleiders als George E. Lee.
Brown was een van de oprichters van het Negro Actors Guild of America in 1936. Ze werkte aan het London Palladium en aan Broadway tijdens de late jaren 1930. Ze zong That Ain't Right met Fats Waller in de muziekfilm Stormy Weather (1943). Ze verscheen ook in Harlem to Hollywood, vergezeld door Harry Swannagan. Brown was te horen op twee nummers van het verzamelalbum Ladies Sing the Blues (Break o'Day Blues en Evil Mama Blues).

## Overlijden
Brown overleed in maart 1950 op 59-jarige leeftijd aan de gevolgen van een nierziekte.
- Bibliothèque nationale de France: cb141594931 (data)
- International Standard Name Identifier: 0000 0003 7426 9304
- Library of Congress Control Number: n90708908
- MusicBrainz: 3e9ce721-1410-4331-b53b-99dab96cc2df
- SNAC: w6vz3h11
- Système universitaire de documentation: 131597086
- Virtual International Authority File: 10057709
- WorldCat: E39PBJrm9kxv74cbTQ7pth89jC